# Für meine Kinder tu’ ich alles
Für meine Kinder tu’ ich alles ist ein deutscher Fernsehfilm. Erstausstrahlung war am 17. Februar 2009 in Sat.1. Die Hauptrolle spielt Lisa Martinek.

## Handlung
Nach dem tödlichen Unfall ihres Mannes steht die bisher gut situierte Marie Rensberg mit ihren drei Kindern plötzlich vor einem riesigen Schuldenberg. Die Lebensversicherung weigert sich zu zahlen, da sie den Versicherungsfall aufgrund des Unfallverlaufs als Selbstmord verbuchen will. Maries Ehemann Charles hatte sich außerdem auf spekulative Geschäfte eingelassen, sodass die Firma jetzt vor der Insolvenz steht. Maries Schwiegervater Horst nutzt den bevorstehenden finanziellen Ruin aus, um das Sorgerecht für seine beiden Enkelinnen zu erstreiten und die verhasste Schwiegertochter und deren Sohn aus vorangegangener Beziehung aus der Familie zu drängen. Er will Marie finanziell nur helfen, wenn sie ihm das Sorgerecht für die Töchter überlässt. Die Familie muss nach der Beerdigung aus ihrem Haus in eine kleine Sozialwohnung in einer Plattenbausiedlung umziehen. Marie erfährt, dass ihre Nachbarinnen Rana, Sonja und Valeska als Prostituierte beziehungsweise als Stripperin arbeiten. Als ihr bewusst wird, dass ihre Anstellung in einem Supermarkt nicht ausreicht, sie vor der Verarmung zu bewahren, sieht Marie ihre einzige Chance darin, mit Sonjas Hilfe als Edelhure zu arbeiten. Mit diesem Job hat sie endlich genug Geld, um ihre Kinder zu ernähren und die Familie auch ohne die Unterstützung ihres Schwiegervaters zusammenzuhalten. Dieser unternimmt alles, seiner Schwiegertochter finanzielle Probleme bereiten zu lassen, und heuert einen Privatdetektiv an, als er realisiert, dass Marie es schafft, allen finanziellen Verpflichtungen nachzukommen.
In der Zwischenzeit erregt Marie durch ihre neuen nächtlichen Aktivitäten zusammen mit Sonja in entsprechendem Outfit das Interesse von Valeskas Zuhälter Ernie, der schon länger versucht, auch Rana und Sonja für sich „anschaffen“ zu lassen. Nur sein Respekt vor Mammut, der ebenfalls in diesem Haus wohnt und der auf die Frauen aufpasst, hält ihn davon ab, sie mit körperlicher Gewalt zu zwingen. Erst als er Mammut mit einem Präparat in einem Getränk für mehrere Tage ins Krankenhaus bringt, kann er seinen Plan umsetzen. Bei deren erstem Einsatz in seinem Auftrag beobachtet er sie und bemerkt den Privatdetektiv, der sich auf Maries Spur gesetzt hat und heimlich Fotos von ihr macht, während sie von Interessenten angesprochen wird. Er schlägt ihn zusammen und bringt ihn so dazu, den Auftraggeber preiszugeben.
Maries Sohn bekommt derweil immer persönlicheren Kontakt zu seinem alleinstehenden und attraktiven Sportlehrer Tom, und auch Marie lernt ihn kennen. Sie bittet ihn darum, herauszufinden, wer hinter der Firma steckt, die ihren Mann und jetzt auch sie so in Bedrängnis gebracht hat. Als Tom sie das nächste Mal zu Hause aufsucht, hat Ernie Valeska brutal zusammengeschlagen, schlägt gerade Sonja zu Boden und bedroht Marie. Als Tom dazwischengeht, schlägt ihn Ernie bewusstlos und will den wehrlos auf dem Boden liegenden Mann schließlich erstechen. Daraufhin erschießt ihn Valeska.
Tom zeigt Marie Ausdrucke mit Beweisen dafür, dass hinter der gesuchten Firma verdeckt ein einzelner Mann steckt, ohne zu ahnen, dass dies ihr Schwiegervater ist. Als sie diesen mit den Ausdrucken aufsucht, eröffnet er ihr im Beisein seiner Frau, schon vor Jahren von seinem Arzt erfahren zu haben, dass er nie fruchtbar war. Sein Sohn muss also von einem Liebhaber seiner Frau stammen, weshalb er ihn schon seit langer Zeit ablehnte und ausschließlich dessen Töchter als seine Enkelinnen akzeptierte. Sein Zorn über die Täuschung seiner Frau war so groß, dass er Charles gezielt in den Ruin getrieben hatte.

## Hintergrund
Lisa Martinek, die für ihre Darstellung in diesen Film durchweg positive Kritiken erhielt, recherchierte vorher selbständig im Milieu und sprach mit Prostituierten über ihre Tätigkeit. Die Sendung am 17. Februar 2009 sahen 3,23 Millionen Zuschauer, was einem Marktanteil von 10,1 Prozent entsprach.
Als Wohnort von Marie diente das Spessartviertel in Dietzenbach, welches ein sozialer Brennpunkt ist. Für die Dreharbeiten wurde an mehreren Tagen für jeweils einige Stunden der Hauseingang gesperrt.

## Kritik
Der Film wurde von der Redaktion der Cinema als „dickaufgetragenes TV-Drama“, mit „plakativer Story und Hauruck-Dramaturgie“ bezeichnet.
prisma fand die Geschichte „jedoch recht vorhersehbar“. Sie „wirk[e] manchmal arg konstruiert und verzichte[] nicht auf Brutalitäten“. Hervorgehoben wurde die „gute darstellerische Leistung“ von Lisa Martinek in der Hauptrolle. Das Lexikon des internationalen Films sah nur ein „stereotypes (Fernseh-)Melodram ohne tiefere Substanz“.

„Annette Ernst inszeniert den Film konsequent jugendfrei; die einzige hüllenlose Szene ist sogar eher witzig, als Valeska einem verdutzten Stammkunden im Supermarkt ihre nackten Brüste zeigt, um ihn an ihre Qualitäten zu erinnern. Die Geschichte ist vor allem ein Drama, das zusätzlich zugespitzt wird, weil der keineswegs grundlos ergrimmte Schwiegervater immer wieder dafür sorgt, dass Marie das Leben noch schwerer gemacht wird, als es ohnehin schon ist“

„Sat.1 beendet den Ausflug in den Sozialrealismus schnell mit einer versöhnlichen Extraportion „Pretty Woman“-Romantik: Der böse Zuhälter muss dran glauben, der böse Schwiegervater verliert, und der Sportlehrer, zufällig zeugungsunfähig, nimmt sich der allein erziehenden Mutter und ihrer Brut an. Er ist vielleicht nicht reich, sieht dafür aber nicht schlecht aus. Alles, alles wird gut, murmelt Sat.1.“